# Телебомба Гуидони
Телебомба Гуидони, также известная как телебомба Гуидони—Крокко (итал. Guidoni-Crocco telebomba) — проект гироскопически стабилизируемой планирующей бомбы, разработанной итальянскими авиаконструкторами Алессандро Гуидони и Гаэтано Артуро Крокко в конце Первой мировой войны. Предназначалась для сброса с аэропланов по городам противника из-за пределов дальности зенитного огня. Информация о бомбе чрезвычайно отрывочна и неясно, испытывался ли проект на самом деле, или не вышел за рамки макетов и прототипов.

## Описание
В соответствии с немногими наличными данными, бомба Гуидони являлась бипланом тандемной схемы, с расположенными друг за другом крыльями. Корпус бомбы должен был собираться из стали, хвостовое оперение - из кедровой древесины. Крылья бомбы, изготовленные из брезента на алюминиевой раме, были изогнуты в виде буквы «V», для стабилизации в полете. Бомба должна была удерживаться на курсе с помощью гироскопа, соединенного с вертикальным рулем. Продольная стабилизация, по мнению Гуидони, должна была осуществляться сама собой используя особой конструкции тандемного крыла. В носовой части конструкции располагался 40-килограммовый заряд взрывчатки. Согласно расчетам конструктора, бомба должна была весить около 85 килограмм.
Некая версия счетчика оборотов должна была сработать при достижении бомбой расчётной дальности и сбросить её вертикально вниз. Крылья при этом автоматически складывались, не препятствуя падению бомбы.
Бомба предполагалась к сбросу с аэропланов и дирижаблей. По расчётам, с высоты 2000 м, бомба смогла бы пропланировать порядка 12 км, что должно было позволить поразить площадные объекты противника из-за предела радиуса зенитной артиллерии того времени.